# Imperativo presente
El modo imperativo de presente se emplea para dar órdenes que han de cumplirse inmediatamente en el momento en que se habla, es decir, posee un carácter simultáneo.

## Imperativo de presente en algunas lenguas

### Castellano
En modo imperativo en castellano sólo tiene un tiempo verbal: presente (llama), que se emplea para dar órdenes afirmativas. Este tiempo no tiene formas de primera persona del singular (yo) porque una persona no se puede exhortar a sí misma. En cambio, sí tiene formas de primera persona del plural (Saltemos), de segunda persona de singular y plural (salta/saltá, saltad) y de tercera persona del singular y plural (salte, salten), aunque las formas de tercera persona sólo se utilizan con los pronombres de segunda persona usted y ustedes para denotar cortesía o en órdenes impersonales.
- Cuide usted el mar.

- Hágase lo necesario para salvar a las ballenas.

Igualmente, se emplea las formas del presente de subjuntivo para las construcciones negativas.
- ¡No toques eso!

Por otra parte, a veces se utiliza el infinitivo para dar órdenes dirigidas a personas concretas, siendo este uso incorrecto como imperativo:
- Salir de la zona, por favor.
- Dejar las cosas en su sitio.

Cuando el imperativo va acompañado de uno o más pronombres átonos (me, te, se, le, lo, la, nos, os, les, los, las), el pronombre va pospuesto al verbo fundiéndose con ella y formando un solo signo lingüístico.
- Ayúdenlos a sobrevivir.   (Ustedes)
- Hacelo hoy mismo.   (Vos)
- Métele más cajas al furgón.   (Tú)

Para la forma de la segunda persona del plural vosotros se pierde la -d cuando va seguido de -os.
- Marchad + os ~ marchaos
- Volved + os ~ volveos

Asimismo, en las zonas o países donde se utiliza el pronombre vos, para la segunda persona del singular, el imperativo se forma siguiendo la base del verbo, de forma regular, eliminando la -r final del infinitivo y acentuando la última vocal:
- Trabajar ~ trabajá
- Hacer ~ hacé
- Salir ~ salí

La excepción a esta regla del voseo es el verbo ir: 
- Ir ~ andá

Aunque de la misma forma, el verbo ir también es excepción dentro del tuteo:
- Ir ~ ve

En cuanto a las formas del imperativo castellano, algunos gramáticos consideran que el imperativo presenta exclusivamente formas de segunda persona (bebe, bebé, bebed), ya que las formas para la tercera persona del singular y plural y la primera persona del plural se toman del presente de subjuntivo.

### Francés
El modo imperativo en francés se emplea para expresar un mandato o una prohibición; por ejemplo: (Regardez ces fleurs, ne les cueillez pas, versez-moi à boire, ne viens pas mardi, téléphone-moi.)
El imperativo presente también puede expresar una condición frente a la realización de la acción expresada en la proposición siguiente:
- Accepte ma proposition et je me retire.

- Parlez-lui de politique, il ne vous écoute pas.

El imperativo de presente en francés en cuanto a su morfología tiene formas de primera persona del plural (parlons), segunda persona del singular y plural (parle, parlez), aunque cuando la segunda persona del singular de los verbos en -er va delante del pronombre adverbial en e y se le añade -s al final del verbo; por ejemplo: (parles-en, vas-y). No obstante, en las terceras personas del singular y del plural el subjuntivo sustituye al imperativo unido por la conjunción subordinante que; ejemplo: (Qu'elle rentre avant huir heures!).

### Inglés
El imperativo de presente en inglés es muy simple, sólo se toma la forma del infinitivo sin el to para la segunda persona singular y plural (you) implícita y, desde luego también sirve para las demás personas menos (I), aunque en algunos casos se suele usar el verbo "to let" como auxiliar del imperativo para designar a las personas de primera plural (let us come), de tercera singular y plural (let him/her/it come, let them come) y aun así también sirve para la segunda persona singular y plural (let me play).
El modo imperativo en inglés es muy simple y menos complejo que el español, francés y otras lenguas románicas, sin embargo, los gramáticos ingleses consideran las formas de la segunda persona de singular y plural y la primera persona del plural con el uso del verbo "to let" en la conjugación del imperativo, las demás se excluyen.
- 1.p.pl. let us go

- 2.p.sing./pl. go

### Latín
El imperativo de presente en latín sólo se forma con la segunda persona del singular y el plural, sin embargo, para la segunda persona singular se usa la conjugación de la tercera persona singular del presente indicativo sin la -t para designar a éste: (ama, dele, lege, audi) y, para la segunda persona plural se emplea la conjugación de la tercera persona singular del presente indicativo añadiéndole como gramema -te para designarla; ejemplo: (amate, delete, legite, audite).
- Redde Caesare, quae sunt Caesaris.

- Abi, audi alteram partem.

- Cave haec dicas.

- Cavete falsum dicatis.

- Redite in patriam ad penates, coniuges liberosque vestros.

- Vade in pace.

- Cave canem.

- Plaudite, cives.

Para la formar negativa se usan las partículas ne (o en lugar, un pronombre o adverbio negativo como nemo, nihil, numquam,...) y el pretérito perfecto del subjuntivo para la primera persona del plural y para la segunda persona del singular y plural. Para las demás personas se utiliza el presente del subjuntivo.
- Nemo iuraveris in falso.

- Numquam iuraveris in falso.

O también con las partículas fac ne o vide ne, y el presente del subjuntivo.
- Fac ne falsum dicas.

- Vide ne falsum dicatis.

El imperativo de presente en latín es muy común emplearlo con el verbo en infinitivo ya sea en forma afirmativa como negativa. Sin embargo, es muy común en castellano, francés y otras más.
- Noli me tangere.

- Nolite me tangere.